# Collegiata di San Michele Arcangelo (Lucignano)
La collegiata di San Michele Arcangelo è un edificio sacro che si trova in via San Giuseppe al civico 1, a Lucignano, in provincia di Arezzo.

## Storia e descrizione
Il punto più alto del colle dove sorge oggi la Collegiata dovette essere occupato già in epoca romana da un tempio, presumibilmente non particolarmente grande, dedicato a Diana Liciniana sostituito, a partire dal IV-V secolo da un oratorio cristiano dedicato a San Michele Arcangelo che, più tardi, intorno all'XI secolo, fu circondato da un castello.
Un incendio causato da un fulmine nel 1556 distrusse non solo il castello, ma anche la chiesa antica, di cui la canonica conserva alcuni resti della vecchia chiesa. Si pensò quindi alla costruzione di un nuovo edificio sacro il cui progetto fu affidato ad Orazio Porta. La posa della prima pietra avvenne nel 1594 ma la nuova chiesa fu terminata solo nel 1621, e comunque rimase incompiuta all'esterno. La nuova importanza della chiesa fu sancita nel 1638 dall'elevazione a Collegiata concessa da Papa Urbano VIII che la dotò anche di un capitolo di canonici. Purtroppo nel 1652 il tempio evidenziò grossi problemi statici, che causarono anche il crollo della volta della navata. Fu chiamato allora l'architetto Gherardo Silvani che restaurò l'edificio riuscendo a dargli la stabilità statica necessaria.
Nel corso della seconda metà del Seicento, con la realizzazione dell'arredo religioso conseguente alla ricostruzione, che si era interrotto prima del crollo, quando erano state realizzate solo le pale di Matteo Rosselli e di  Carpoforo Tencalla (1650), venne a formarsi un piccolo nucleo di arte barocca di stampo classicista con le due pale di Giacinto Gemignani (1661 e 1665), seguita da quella di Onorio Marinari (1668-70), fino a quella di Antonio Franchi (1701). Quest'ultima fu collocata nel momento dell'ultimo importante intervento decorativo all'interno della chiesa, quello dovuto all'iniziativa dell'arciprete Giacinto Capei ed alla presenza di Andrea Pozzo che proprio all'inizio del Settecento provvide a sistemare l'accesso con una scenografica scalinata, aggiunse il campanile all'esterno e l'altare maggiore all'interno.
La facciata si trova al culmine della scalinata settecentesca del Pozzo, di forma ellissoidale, che riprende la forma generale del paese. Il fronte prevedeva una sistemazione completata solo nella parte bassa, con quattro lesene all'interno delle quali è un paramento in mattoni a vista. Al centro dà accesso alla chiesa un portale di Pietro Antonio Morozzi, del 1715.
L'interno è a croce latina, ad una navata; all'incrocio tra navata e transetto è collocata una cupola emisferica sormontata da tiburio ottagonale. La navata è ornata da altari in pietra secenteschi su molti dei quali sono le pale degli artisti menzionati sopra. Il primo altare a destra è dedicato alla Madonna di Crespignano, dove era la Madonna attribuita a Mariano di Agnolo Romanelli, oggetto per lungo tempo di grande venerazione delle giovani madri, collocata in San Francesco nel 1986 e sostituita da una statua ottocentesca. Il secondo altare, dedicato oggi alla Madonna di Loreto, si presenta anch'esso senza pala ed è contraddistinto dalla raffinata decorazione in stucco di Giovanni Martino Portogalli. Nel 1697 si volle traslare a questo altare una miracolosa immagine mariana proveniente da una cappellina fuori dalle mura. Questa fu però trasportata già nel 1704 all'altare maggiore sostituendola con un'altra immagine della Vergine, quella appunto di Loreto. Il terzo altare fu l'ultimo ad essere ornato, in questo caso dalla Madonna del Rosario di Antonio Franchi, del 1701, che raffigura il soggetto a cui è dedicato l'altare. Il quarto altare, intitolato a San Giovanni Evangelista, purtroppo non reca più la tela con la Visione di San Giovanni, ora appesa nel transetto. Al quinto ed ultimo altare destro, di San Carlo Borromeo, è collocata invece la pala di Giacinto Gimignani con San Carlo visita gli appestati, del 1661.
Davanti al presbiterio è l'altare in marmo e stucco, opera di padre Andrea Pozzo, chiamato dai Gesuiti di Montepulciano e realizzato tra 1702 e 1704. La grande struttura reca al centro la statua di San Michele Arcangelo che sconfigge Lucifero opera di Giosafat Zaniboni mentre al di sopra è incastonato l'ovale con la Madonna di San Giusto, qui traslata dal primo altare destro.
La Cappella del Sacramento fu edificata nel 1668-1672 ad opera di Giovanni Antonio Mazzuoli. In origine affrescata da Salvi Castellucci, la decorazione fu rinnovata con gli affreschi di Luigi Ademollo a partire dal 1812. Vi si conserva tuttora un Crocifisso ligneo policromo della fine del XIV secolo.
Al quinto altare sinistro, il primo realizzato tra 1627 e 1631 e dedicato alla Visitazione, si trova ancora la prima pala realizzata per la nuova chiesa, la Visitazione a Santa Elisabetta di Matteo Rosselli (1631). Il quarto altare oggi intitolato al Sacro Cuore, era dedicato a San Lorenzo, e vi stava il Martirio di S. Lorenzo di Carpoforo Tencalla (1650), oggi appeso accanto. Il terzo altare si mostra ancora nel suo aspetto originario, con la pala raffigurante il Martirio di Santa Lucia di Giacinto Gemignani (1665). All'altare successivo, il secondo, è collocato il Transito di San Giuseppe di Onorio Marinari (1668-70). Il primo altare sinistro, del 1673, è dedicato al Battesimo e fu decorato da un affresco con il Battesimo di Cristo di autore anonimo e di poco successivo alla realizzazione dell'altare.